# Фень, Василий Андреевич
Василий Андреевич Фень (1927—2004) — тракторист, Герой Социалистического Труда (1971).

## Биография
Василий Фень родился 19 апреля 1927 года в селе Меловатка (ныне —Сватовский район Луганской области Украины). После окончания пяти классов школы работал в колхозе. Пережил немецкую оккупацию. После освобождения был призван на службу в Рабоче-крестьянскую Красную Армию, однако восемь месяцев спустя был комиссован по болезни. С 1947 года работал в колхозе прицепщиком, трактористом.
С 1964 года Фень руководил тракторной бригадой № 3 колхоза «Прогресс». Под его руководством трактористы колхоза освоили новейшие технологии выращивания культур, изучили передовой опыт других трактористов, стали применять новые удобрения. Благодаря его умелому руководству были получены рекордные урожаи.
Указом Президиума Верховного Совета СССР от 8 апреля 1971 года за «выдающиеся успехи, достигнутые в развитии сельскохозяйственного производства и выполнении пятилетнего плана продажи государству продуктов земледелия и животноводства» Василий Фень был удостоен высокого звания Героя Социалистического Труда с вручением ордена Ленина и медали «Серп и Молот».
В 1983 году из-за несчастного случая, произошедшего с одним из трактористов бригады Феня, он был понижен в должности до слесаря. С марта 1985 года руководил молочным комплексом. В апреле 1987 года вышел на пенсию. Проживал в родном селе.
Скончался 16 января 2004 года, похоронен в Меловатке.
Был также награждён орденами Трудового Красного Знамени и «Знак Почёта», рядом медалей.